# قاضي حميد الله خان
مولانا قاضي حميد الله خان (1936-18 أبريل 2012) عالم إسلامي باكستاني وعضو سابق في الجمعية الوطنية الثانية عشرة لباكستان من 16 نوفمبر 2002 حتى 10 أكتوبر 2007.

## سيرته
ولد خان عام 1934 في منطقة شرسادا في خيبر بختونخوا. حصل على تعليمه المبكر من مسقط رأسه ثم دخل إلى الجامعة الأشرفية في لاهور.
أصبح رئيسًا وشيخ جامعة مظاهر العلوم وجامعة أنوار العلوم في جوجرانوالا. وخطيبًا في جامع مسجد أنوار المدينة المنورة. كما شغل منصب نائب أمير مركزي لجمعية علماء الإسلام.

## وفاته
توفي خان في 18 أبريل 2012. ودُفن في مسقط رأسه الأصلي في تشارسادا بعد تقديم صلاة الجنازة عليه في جوجرانوالا صباح يوم 19 أبريل 2012.